# Kölnische Zeitung
Die Kölnische Zeitung war im 19. und im 20. Jahrhundert bis zum Beginn des Nationalsozialismus eine der führenden überregionalen deutschen Tageszeitungen. Die beiden anderen großen Zeitungen der Zeit waren die Frankfurter Zeitung und die Allgemeine Zeitung.

## Ausrichtung und Bedeutung
Das Blatt verstand sich selbst im Sinne der Aufklärung und Französischen Revolution als demokratisch, bürgerlich und liberal. Ihr Ruhm basierte auf der soliden, aktuellen Berichterstattung und einer obrigkeitskritischen Grundhaltung. Die Redaktion geriet – wie ein Jahrhundert zuvor die Gazette de Cologne – häufig mit Vertretern des preußischen Kaiserreichs in Streit und war ein wichtiges Sprachrohr der Märzrevolution 1848.
Ihr erster großer Herausgeber Joseph DuMont setzte in den 1830er Jahren modernste Drucktechniken ein und baute als erster deutscher Verleger eine Nachrichtenverbindung über berittene Eilboten zur damals weltweit bedeutendsten Zeitung, der Times in London, auf. Daher stammt die schmeichelhafte Bezeichnung der Kölnischen Zeitung als „die deutsche Times“. Das Blatt führte 1838 eine feste Kulturrubrik ein und damit das erste Feuilleton. Bis zum Ende der Weimarer Republik blieb die Kölnische Zeitung eine der wichtigsten überregionalen deutschen Tageszeitungen. Nach der nationalsozialistischen Machtergreifung schwenkte sie relativ rasch auf den Kurs der NS-Propaganda um. Einen knappen Monat vor dem Ende des Zweiten Weltkrieges stellte die Kölnische Zeitung nach 147 Jahren ihr Erscheinen ein. Nach Kriegsende wurde sie von den Alliierten verboten. Aus ihrem Restbestand ging der Kölner Stadt-Anzeiger hervor.

## Geschichte

### Vorläufer und Anfänge
Der Name „Kölnische Zeitung“ geht einigen Quellen zufolge auf den 19. Juli 1798 zurück. Zuvor hatte das Blatt die Titel „Kaiserliche Reichs-Ober-Post-Amts-Zeitung“ (seit 1763), „Reichs-Ober-Post-Amts-Zeitung“ (ab 1795), „Postamtszeitung zu Cölln“ und „Kölner Zeitung“ getragen und mehrfach den Besitzer gewechselt. Franz Dieudonné schrieb 1903 in seiner kritischen Chronik der Zeitung:

„Als Gründungstag der ‚Kölnischen Zeitung’ kann man den 9. Juni 1802 ansehen, an welchem Tage die Schauberg’sche Druckerei die bis dahin nur bei ihr gedruckte Kölner Zeitung in ihr Eigentum erwarb und fortan Kölnische Zeitung nannte. Drei Jahre später kam die Zeitung durch Heirat mit dem Fräulein Schauberg an Marcus Dumont, den Stammvater der Kölnischen Zeitungs-Dynastie.“

Der Zeitungschronist Ludwig Solomon entwickelte in seiner Geschichte des Deutschen Zeitungswesens von 1906 die Entstehungsphase der Kölnischen Zeitung ausführlicher:

„Als im Jahre 1794 die Franzosen Köln besetzten und jede Verbindung mit dem Reichspostmeister aufhörte, setzte der bisherige langjährige Redakteur und Postbeamte Johann Arnold Otten die Zeitung unter dem Titel Post-Amts-Zeitung fort und ließ sie auch, wie es bisher der Fall gewesen, bei Schauberg-Erben drucken. Einige Jahre später – das linke Rheinufer und mit ihm Köln war inzwischen der französischen Republik einverleibt worden – ging das Blatt an den Kölner Bürger Franz Röntgen über, der es jetzt einfach Kölner Zeitung nannte. Der Abonnementspreis blieb wie bisher 12 Franken jährlich. Redakteur wurde der ehemalige Professor am Laurenzianer Gymnasium Lugino. Der erhoffte Aufschwung der Zeitung blieb aber aus, so lebhaft auch Lugino versicherte, „nur mit der Aegide oder dem heiligen Schilde der Wahrheit aufzutreten“, so daß Röntgen schließlich ganz gern am 8. Mai 1802 das Blatt an die Erben Schauberg und den Präfekturrat J. M. Nicolaus du Mont für ein Billiges verkaufte. Er machte sich auf Lebenszeit eine monatliche Rente von 2 Kronenthalern aus, denen noch ein halber Kronenthaler hinzugefügt werden sollte, falls die Zahl der Abonnenten auf 400 stiege. Die neue Eigentümer konnten aber die Auflage nicht über 250 Exemplare bringen, weshalb sich der Präfekturrat du Mont noch in demselben Jahre aus dem Geschäfte zurückzog. Die Erben Schauberg mühten sich darauf noch einige Jahre erfolglos ab und würden dann gewiß das Blatt haben eingehen lassen, wenn nicht ein junger, rühriger Rechtsgelehrter Marcus du Mont, der eine der Schaubergschen Erben, die Maria Katharina Jacobine Schauberg, heiratete, am 10. Juni 1805 die Druckerei und die Zeitung für 1400 Thaler erworben und auch die Redaktion des Blattes übernommen hätte. Mit seinem scharfen Blick für das Zeitgemäße, seiner Energie und Umsicht rettete er das Blatt vor dem Untergange und brachte die Zahl der Abnehmer bereits im ersten Jahre auf 400.“

Politisch sah sich die kleine Redaktion in den allerersten Jahren in der Tradition der französischen Revolution – und der französischen Staatsmacht. Sie begrüßte, wie viele Kölner, ausdrücklich Napoleons Besetzung des Rheinlands. 1802 druckte die Kölnische Zeitung eine Hymne auf Napoleon:

„Mit ermatteten Schwingen im staub- und blutvollen Gewande floh es dahin, das neunte Jahr. […] Doch was sehe ich? Zweitracht, Unwissenheit, Fanatismus fliehen. Bote der Gottheit, Hoffnung der Sterblichen, göttlicher Friede, Du steigst vom Himmel, Deiner Heimat herunter, Du ergreiffst seine Zügel. […] umfassest mit Deinem wohlthätigen Blicke den ganzen Umfang der Erde […] Entgegen jauchzt Dir von den Ufern der Seine, der Themse, der Donau, des Rheines, der Spree, der Rewa, des Nils der Menschenfreund und ruft durchströmt von feurigem Entzücken auf: Heil, Heil ihm, dem edlen großen Manne / Heil Bonaparten, der Dich, o Göttin, Dich vom Himmel her zu mir herabgesendet!“

Als 1805 der Jurist Marcus DuMont die Druckerei Schauberg, wo die Kölnische Zeitung in einer Auflage von 250 Exemplaren hergestellt wurde, und damit auch die Zeitung übernahm, konnten nur ca. 10 % der Bevölkerung lesen. Trotzdem stieg die Auflage. 1806 spitzten sich die Spannungen zwischen Napoleon und Preußen zu, und die politische Ausrichtung der Kölnischen Zeitung wurde Frankreich-kritischer. Im August 1809 war die Auflage auf 400 gestiegen. Im gleichen Jahr verbot die französische Besatzungsmacht das Erscheinen der Zeitung. Mit dem Einzug preußischer Truppen in Köln im Januar 1814 erhielt Marcus DuMont wieder eine Lizenz.
Die neue Erstausgabe der Kölnischen Zeitung erschien am 16. Januar 1814. Sie erschien zunächst viermal, ab 1829 sechsmal wöchentlich, bei einer Auflage von knapp 3000 Exemplaren. Seit 1816 befand sich das Verlagsgebäude in Kölns Zentrum, in der Hohe Straße 133.

### Das Beiblatt als Sonntagsausgabe

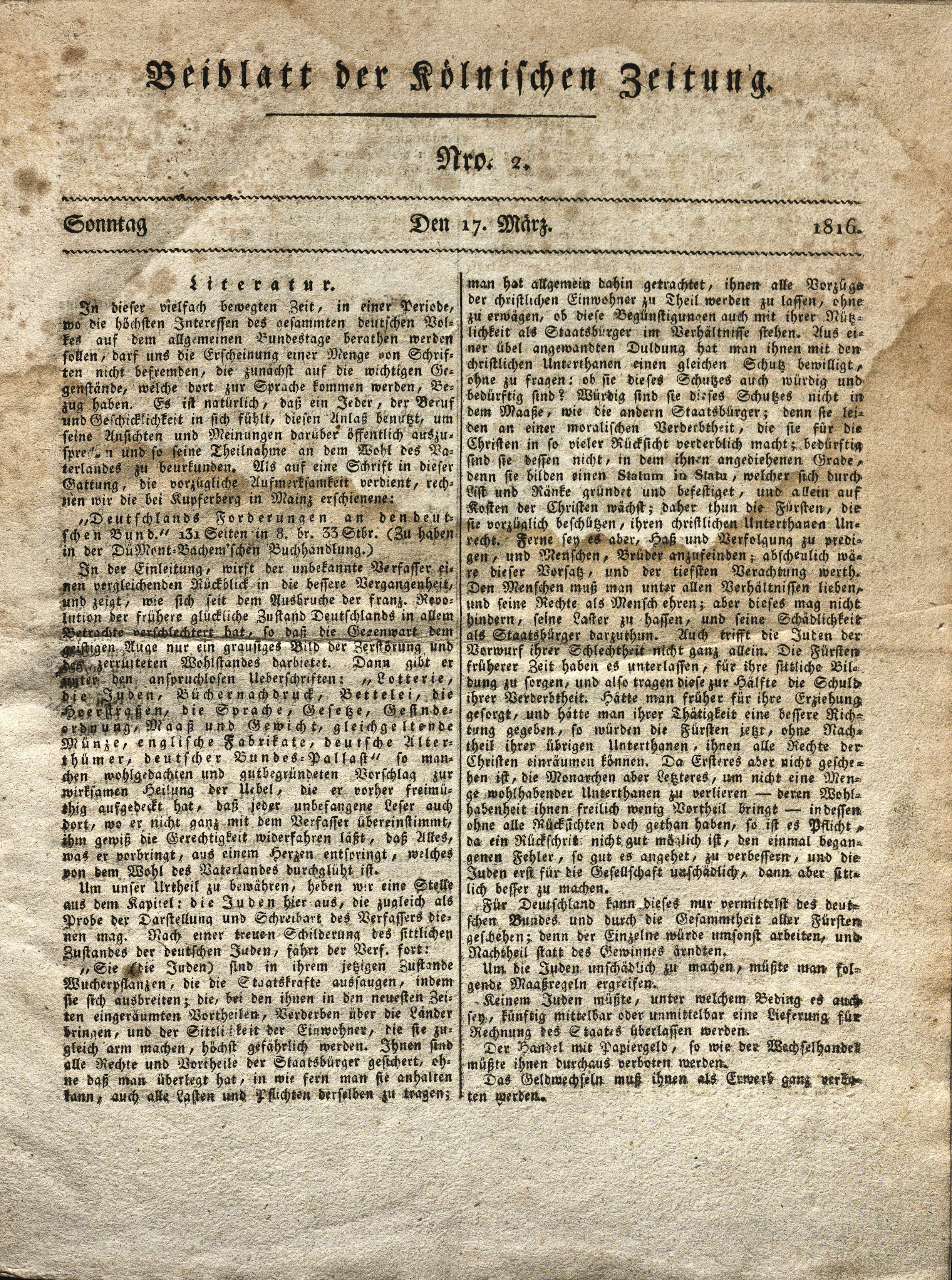
Kölnische Zeitung, Beiblatt vom 17. März 1816 mit einem antisemitischen Artikel

Alle zwei Wochen erschien ab dem 3. März 1816 sonntags das „Beiblatt der Kölnischen Zeitung“, die vermutlich erste deutsche Sonntagszeitung. Standardrubriken darin waren „Anekdoten“, „Verschiedenes“, „Lyrik“ sowie der „Literarische Anzeiger“ – eine Eigenwerbung des Verlags der „DüMont Bachem’schen Buchhandlung“. Das Beiblatt bewegten auch wissenschaftliche Ereignisse, die sich leicht und witzig aufbereiten ließen, Statistiken und ausführliche Zitate aus Büchern, wenn sie die Meinung der Redaktion eloquent darstellten.
So geschehen in dem abgebildeten Beispiel vom 17. März 1816, wo die Kölnische Zeitung ein in der hauseigenen Buchhandlung vertriebenes antisemitisches Buch bewirbt und über zwei Seiten hinweg zitiert. Die redaktionelle Einleitung beginnt bildungsbürgerlich harmlos, sucht sich jedoch das populistischste Kapitel aus, ein scheinbar rationales Pamphlet zur Unterdrückung der jüdischen Bevölkerung:

„Als auf eine Schrift in dieser Gattung, die vorzügliche Aufmerksamkeit verdient, rechnen wir die bei Kupferberg in Mainz erschienene: ‚Deutschlands Forderungen an den deutschen Bund.‘ […] (Zu haben in der DüMont-Bachem’schen Buchhandlung.)

In der Einleitung, wirft der unbekannte Verfasser einen vergleichenden Rückblick in die bessere Vergangenheit, und zeigt, wie sich seit dem Ausbruche der franz. Revolution der frühere glückliche Zustand Deutschlands in allem Betrachte verschlechtert hat, so daß die Gegenwart dem geistigen Auge nur ein grausiges Bild der Zerstörung und des zerrütteten Wohlstandes darbietet. Dann gibt er unter den anspruchslosen Ueberschriften: ‚Lotterie, die Juden, Büchernachdruck, Bettelei, die Heerstraßen, die Sprache, Gesetze, Gesindeordnung, Maaß und Gewicht, gleichgeltende Münze, englische Fabrikate, deutsche Alterthümer, deutscher Bundes-Pallast‘ so manchen wohlgedachten und gutbegründeten Vorschlag zur wirksamen Heilung der Uebel, die er vorher freimüthig aufgedeckt hat, daß jeder unbefangene Leser auch dort, wo er nicht ganz mit dem Verfasser übereinstimmt, ihm gewiß die Gerechtigkeit widerfahren läßt, daß Alles, was er vorbringt, aus einem Herzen entspringt, welches von dem Wohl des Vaterlandes durchglüht ist.
 Um unser Urtheil zu bewähren, heben wir eine Stelle aus dem Kapitel: die Juden hier aus, die zugleich als Probe der Darstellung und Schreibart des Verfassers dienen mag. Nach einer treuen Schilderung des sittlichen Zustands der deutschen Juden, fährt der Verf. fort:
»Sie (die Juden) sind in ihrem jetzigen Zustande Wucherpflanzen, die die Staatskräfte aussaugen, indem sie sich ausbreiten; die, bei denen ihnen in den neuesten Zeiten eingeräumten Vortheilen, Verderben über die Länger bringen, und der Sittlichkeit der Einwohner, die sie zugleich arm machen, höchst gefährlich werden.«
[…]“

Texte wie diese heizten die politische Stimmung an. Die Kölnische Zeitung machte sich damit zum Werkzeug einer Bewegung, die zu den gewaltsamen Ausschreitungen gegen jüdische Mitbürger bei den Hep-Hep-Krawallen drei Jahre später führten.
Das Beiblatt der Kölnischen Zeitung wurde 1838 aus unbekannten Gründen eingestellt.

### Joseph DuMont

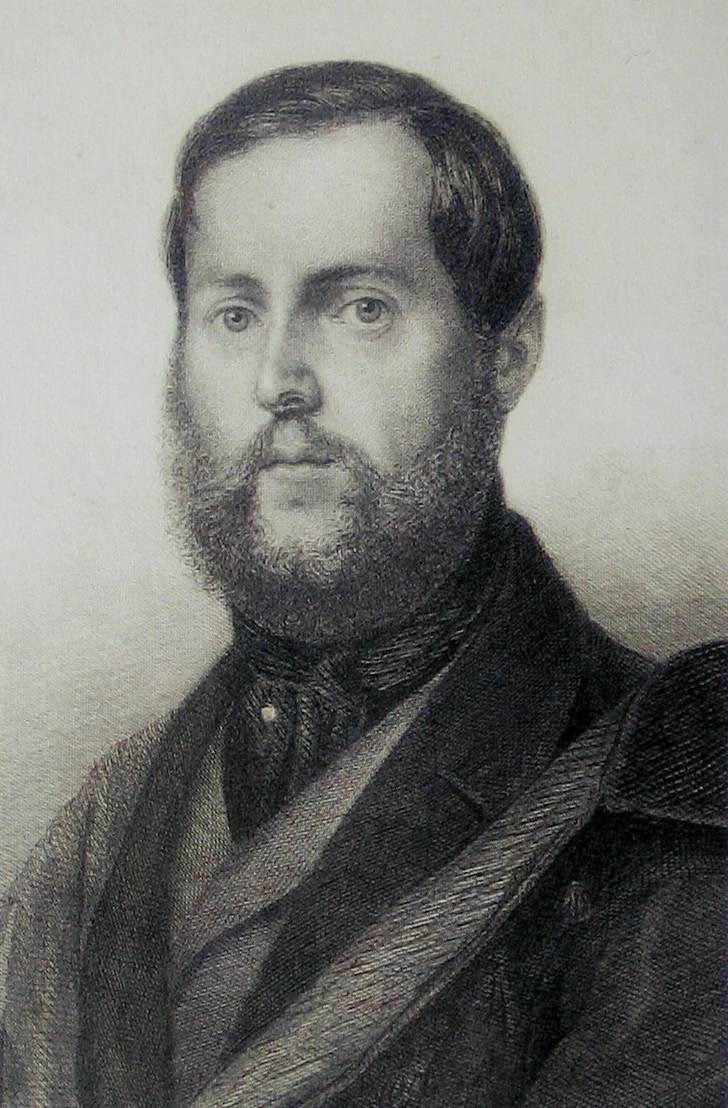
Levin Schücking, ab 1845 Kulturredakteur der Kölnischen Zeitung unter Joseph DuMont

Auskopplung aus der Zeitung als Buch: „Über die Bestrafung der Geistlichen“. Die Kölnische Zeitung, häufig als zu Preußen-freundlich eingestellt, gibt hier 1848 einem Geistlichen den Raum, das neue Strafrecht für Geistliche kritisch zu prüfen.

1831 übernahm Joseph DuMont die Zeitung von seinem Vater Marcus und führte zahlreiche Innovationen durch, die der Zeitung größere Verbreitung und Ansehen in den deutschen Städten brachten. Er investierte zunächst in neue Dampfdrucktechnik von Koenig und Bauer und steigerte damit die Effizienz um den Faktor 3 – die Auflage von 3300 Exemplaren konnten wesentlich schneller gedruckt werden.
Die Aktualität war ein treibendes Element für die wachsende Zahl der Abonnenten, weswegen Joseph DuMont ein eigenes Korrespondentennetz sowie eine Nachrichtenverbindung über berittene Eilboten zur damals weltweit bedeutendsten Zeitung, der Times in London aufbaute. Times-Artikel wurden umgehend ins Deutsche übersetzt und standen damit den Lesern der Kölnischen Zeitung zeitnah zur Verfügung. Nicht nur deswegen, sondern auch wegen ihres neutralen Geists nannte man sie gegen Ende des 19. Jahrhunderts „die deutsche Times“. Gelegentlich bezog sich umgekehrt die Times, wenn auch selten, auf die Kölnische.
Die erste Erwähnung der „Kölnischen Zeitung“ in der Times fand am 8. Januar 1886 statt. Jedoch bezeichneten die angelsächsischen Zeitungen des 18. und 19. Jahrhunderts Zeitungen häufig als Gazetten, sodass „Cologne Gazette“ oder „Gazette de Cologne“ in diesen Zusammenhängen vermutlich die Kölnische Zeitung meint. Erstmals erwähnt die Times eine „Gazette de Cologne“ am 3. August 1840. Dies hat nichts mit der in Köln erschienenen französischsprachigen Gazette de Cologne zu tun, die bereits 1799 ihr Erscheinen einstellte.
Joseph DuMont integrierte 1838 die bislang eigenständige Literaturbeilage als feste Rubrik in die Kölnische Zeitung und schuf damit das erste Feuilleton in einer deutschen Tageszeitung. Er stellte mehrere liberal gesinnte Redakteure ein, die sich als zukunftsweisend für das Blatt erwiesen, unter anderem Levin Schücking, dessen direkte Kontakte zur Literaturszene der Zeit maßgeblich die Qualität und Aktualität des Kulturteils steigerten. Für den politischen Teil riskierte Joseph DuMont die Anstellung des vom preußischen Innenministerium als „communistisch-subversiv“ eingestuften und wegen Hochverrats vorbestraften Journalisten Karl Heinrich Brüggemann. So aufgestellt war die Zeitung eine der wichtigen Motoren bei der öffentlichen Meinungsbildung, die zur Märzrevolution 1848 führte. Der Herausgeber ließ im selben Frühjahr den preußischen Adler aus dem Logo der Kölnischen Zeitung verschwinden. Wegen der staatskritischen Kommentare seiner Redakteure („Majestätsbeleidung des Königs“) kam Herausgeber Joseph DuMont am 10. Januar 1850 vor Gericht und wurde nach vier Verhandlungsstunden unter großem Beifall freigesprochen.

### Bismarcksche Innenansichten
Die Nachfolger von Joseph DuMont († 1861) hielten zunächst an dem liberalen Kurs fest. 1866 begann der Verlag mit der Herausgabe einer Wochenzeitung, die die innerhalb der Kölnischen Zeitung entstehenden Artikel zusammenfasste. Diese Publikation stellte sich insbesondere im Ausland (und da besonders in Brasilien) als sehr erfolgreich heraus. Im Deutsch-Französischen Krieg 1870/71 bezog die Kölnische Zeitung in ihren politischen Kommentaren patriotische Positionen, wofür der deutsche Reichskanzler Otto von Bismarck sie so sehr zu schätzen lernte, dass er dem Berlin-Korrespondenten regierungsinterne Informationen zuspielte. Das Blatt erhielt auch Mittel aus dem Welfenfonds.
Die Kölnische Zeitung galt Ende des 19. Jahrhunderts als aktuell best informierte Publikation und festigte damit ihre Position als meistgelesene deutschsprachige Tageszeitung. Gleichzeitig häuften sich die Kritiken wegen zu großer Staatsnähe.
Als Gegengewicht zur internationalen Bedeutung startete der Verlag 1876 eine für Abonnenten in Köln kostenlose Beilage, deren erste Seite komplett aus Kleinanzeigen bestand. Das Lokalblatt hieß „Stadt-Anzeiger“ (und wurde nach dem Zweiten Weltkrieg das, was von der Kölnischen Zeitung übrig blieb: der Kölner Stadt-Anzeiger). Ab 1882 erschien unter dem neuen Verlagsleiter August Libert Neven zudem eine eigene Zeitschrift für das durch den Krieg gegen Frankreich neu entstandene Reichsland Elsass – sehr zum Gefallen Bismarcks.

### Erster Weltkrieg und Weimarer Republik
Mit Beginn des Ersten Weltkrieges kletterte die Auflage der Kölnischen Zeitung auf einen bei bisher keinem deutschen Blatt dagewesenen Rekord von 200.000 Exemplaren. Während des Kriegs dagegen sanken die Abonnentenzahlen vor allem im Ausland dramatisch, und der Verlag kämpfte erstmals mit wirtschaftlichen Schwierigkeiten.
Unter ihrem Herausgeber Alfred Neven DuMont bezog die Zeitung eine klare Position für die politische Mitte und änderte daran auch nichts, als Ende der 1920er Jahre sein Sohn Kurt Neven DuMont zunehmend den Kurs bestimmte. Die Kölnische Zeitung wurde in der Weimarer Republik mit Gustav Stresemann und dessen Deutscher Volkspartei DVP assoziiert. Sie stand nach Alfred DuMonts eigener Einschätzung rechts von den drei anderen inzwischen groß gewordenen überregionalen deutschen Zeitungen, der Frankfurter Zeitung, der Vossischen Zeitung und dem Berliner Tageblatt. Chefredakteur war Ende der 1920er Anton Hassmüller.
Der zunehmende Einfluss rechtsradikaler Gruppen und signifikante Wahlgewinne der NSDAP ab 1930 zwangen die vier Zeitungen, Position zum erklärten Feind der Weimarer Demokratie Hitler zu beziehen. Die Kölnische Zeitung tat das weniger als die anderen Blätter. Zum Beispiel setzte sich die Frankfurter Zeitung im Zusammenhang mit der Reichstagswahl 1930, bei der die NSDAP mit über 18 % Stimmen zweitstärkste Partei wurde, kritisch mit dem Parteiprogramm Hitlers auseinander, während die Kölnische Zeitung weiterhin auf die politische Mitte pochte. Letztlich verfielen aber alle liberal eingestellten Zeitungen in eine zunehmende Lähmung. Hitler und seine Schlägertrupps waren den Redakteuren zu primitiv. Man erging sich in taktischen Kommentaren, die zum Beispiel eine Einbeziehung der Nationalsozialisten in eine Regierung der Mitte befürworteten, um Hitler als Reichskanzler zu verhindern.
Historiker sind sich heute weitgehend einig, dass die abwartende, abwägende, erstarrte Haltung der demokratischen Presse gegenüber dem Nationalsozialismus eine realistische Chance verspielte, Hitlers politischen Aufstieg zumindest zu verlangsamen. Eine einzelne Zeitung wie die Kölnische hätte hier jedoch nichts bewirken können.

### Diffamierungskampagnen und Nationalsozialismus

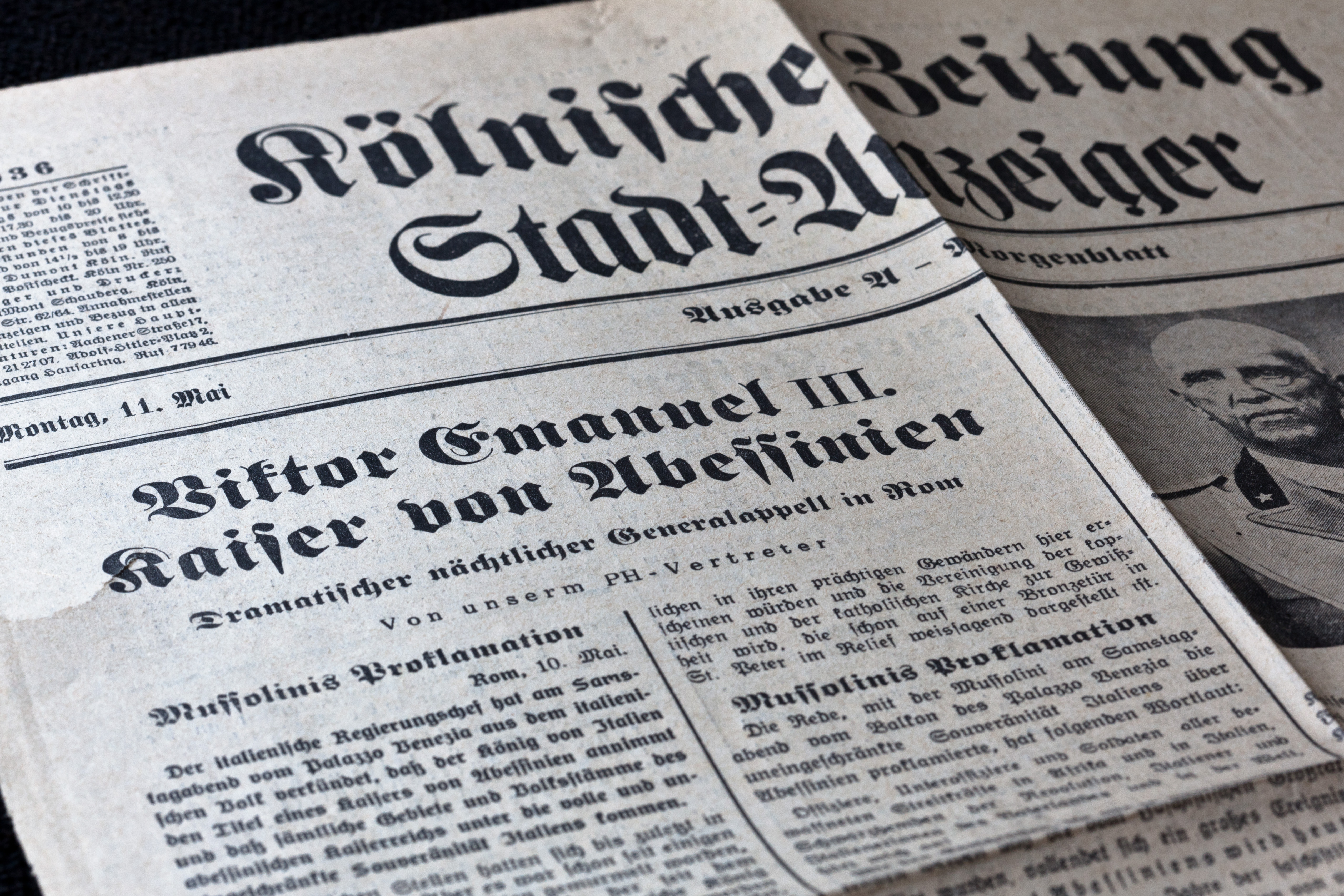
Kölnische Zeitung vom 11. Mai 1936 – ein Hoch auf den italienischen Faschismus

In den frühen 1930er Jahren verlor die Zeitung unter anderem wegen ihrer unentschiedenen Ausrichtung, aber auch wegen der Bankenkrise stark an Abonnenten. Die von der NSDAP aufgebaute Zeitung Westdeutscher Beobachter setzte im Frühjahr 1932 mit einer Diffamierungskampagne gegen den Verlag DuMont Schauberg genau da an: In der Rubrik „Die tägliche Stadtanzeiger-Abbestellung“ druckte man wahre und fingierte Kündigungsschreiben von Abonnenten der Kölner Lokalausgabe der Kölnischen Zeitung ab. Das NSDAP-Blatt unterstellte dem Verlag und insbesondere der Kölnischen Zeitung mit ihrer „papiergewordenen Vornehmheit“ zudem, ihr Überleben dubiosen Geldgebern zu verdanken und spielte mit diesem Argument seinen Antisemitismus offen aus: „Die Großinserenten, die Warenhäuser, die Konfektionsjuden, die großen Markenfirmen – wir denken insbesondere an die teuren Zeitschrifteninserate – in jüdischem Besitz“.
Nach Hitlers „Machtergreifung“ im Januar 1933 setzte innerhalb weniger Monate eine Gleichschaltung aller Medien ein. Bis auf die Artikel des Feuilletons musste auch die Redaktion der Kölnischen Zeitung jeden Satz den Zensoren der Nationalsozialisten vorlegen. Auch die Kölnische Zeitung konnte sich diesem Druck nicht entziehen, taktierte, wie alle anderen ehemals demokratischen Blätter, noch eine Zeitlang kritisch in den Kulturseiten herum. Im Grunde tauschten die Nationalsozialisten aber auch das Personal selbst aus. Nur so ist es zu erklären, dass die 1926 mit großen Ambitionen im Verlag DuMont Schauberg gestartete Wochenzeitschrift Kölnische Illustrierte Zeitung schon vor 1933 auf Parteilinie war und etwa Mussolini als Helden feiert.

### Das Ende
Am 8. April 1945 erschien die letzte Ausgabe der Kölnischen Zeitung in einer von monatelangen Bombardements der Alliierten zerstörten Kölner Innenstadt. Nach dem Ende des Zweiten Weltkrieges wurde die Kölnische Zeitung, wie alle Zeitungen, die während der NS-Herrschaft publiziert hatten, verboten. Das Blatt erhielt auch danach keine Lizenz mehr von der britischen Besatzungsmacht.
Der M. DuMont Schauberg-Verlag belebte 1949 nach der Gründung der Bundesrepublik die ehemalige lokale Ausgabe der Kölnischen Zeitung wieder; sie erscheint bis zum heutigen Tag als Kölner Stadt-Anzeiger und führt seit 1962 als Hommage an die große publizistische Zeit den Untertitel „Kölnische Zeitung“.

## Mitarbeiter
- Karl Andree, 1843–1846
- Mathilde Franziska Anneke
- Karl Heinrich Brüggemann, Hauptschriftleiter von 1846 bis 1854, Verfasser des Buches Meine Leitung der Kölnischen Zeitung 1846–1855, Leipzig 1855.
- Otto Brües, Feuilletonredakteur und -leiter (ab 1934)
- August Dresbach
- Karl Färber, Korrespondent von 1943 bis 1945
- Eugen Feihl, Korrespondent in Paris 1924 bis 1934
- Gerhard F. Hering, Feuilletonleiter von 1937 bis 1941
- Karl Heinrich Hermes
- Hermann Joseph Klein
- Fifi Kreutzer, Illustrationen und Landschaftsschilderungen (1931–1934)
- Heinrich Kruse, Hauptschriftleiter (1855–1884)
- Karl Mathy
- Wilhelm Mohr
- Herbert Nette, Feuilletonredakteur
- Leonore Niessen-Deiters
- Johann Jacob Nöggerath, Prof. für Mineralogie und Bergwissenschaft, Autor von 1824 bis ca. 1860[15]
- Hermann Püttmann, Feuilletonredakteur von 1842 bis 1844
- Friedrich Ratzel
- Detmar Heinrich Sarnetzki, 1903–1943
- August Schleicher, Korrespondent
- Friedrich Schrader, Korrespondent in Konstantinopel bis 1918
- Levin Schücking, Feuilletonleiter von 1845 bis 1852
- Wilhelm Smets, Feuilletonredakteur von 1837 bis 1841
- Hermann Stahl, Schriftsteller und Maler, ab 1931 freier Mitarbeiter beim Feuilleton
- Luise Straus-Ernst
- Hans Wachenhusen, Kriegskorrespondent während des Deutsch-Französischen Krieges von 1870/71
- Ferdinand Franz Wallraf, Naturwissenschaftler und Kunstsammler
- Erich Wiems, Vor dem Ersten Weltkrieg in der Redaktion Mitglied
- Hugo Zöller, Auslandskorrespondent